# Pallacanestro Bellinzona
Der Pallacanestro Bellinzona ist ein Schweizer Basketballverein aus Bellinzona im Schweizer Kanton Tessin. 

## Geschichte
Besonders erfolgreich ist die Damen-Mannschaft des im Jahr 1948 gegründeten Vereins. Die Sporthalle hat 4.000 Plätze.

## Erfolge Männer
- Schweizer Meisterschaft: 3-mal 
  - 1993, 1994, 1995
- Schweizer Pokalsieger: 4-mal
  - 1993, 1994, 1995, 1996

## Erfolge Frauen
- Schweizer Meisterschaft
  - 1992, 1993, 1994, 1995, 1996,
- Schweizer Pokalsieger